# DRK Kliniken Berlin Westend
Die DRK Kliniken Berlin Westend (‚DRK‘ ist die Abkürzung für Deutsches Rotes Kreuz) ist ein Notfallkrankenhaus in Berlin-Westend und Teil der DRK Kliniken Berlin. Sie ist zudem ein Akademisches Lehrkrankenhaus der Charité. Das Krankenhaus entstand ab den 1890er Jahren in mehreren Bauabschnitten und war im Besitz der Stadt Charlottenburg.

## Geschichte
Da die Krankenhausversorgung der ehemaligen eigenständigen Stadt Charlottenburg mit dem 1867 erbauten Städtischen Krankenhaus Charlottenburg in der Wall-, Ecke Kirchstraße (heute: Gierkezeile) nicht mehr ausreichend war, beschloss die Stadtverordnetenversammlung 1895 einen neuen Krankenhausbau. Als Lage wurde ein Pferdemarkt vor den Toren der Stadt Charlottenburg gewählt.

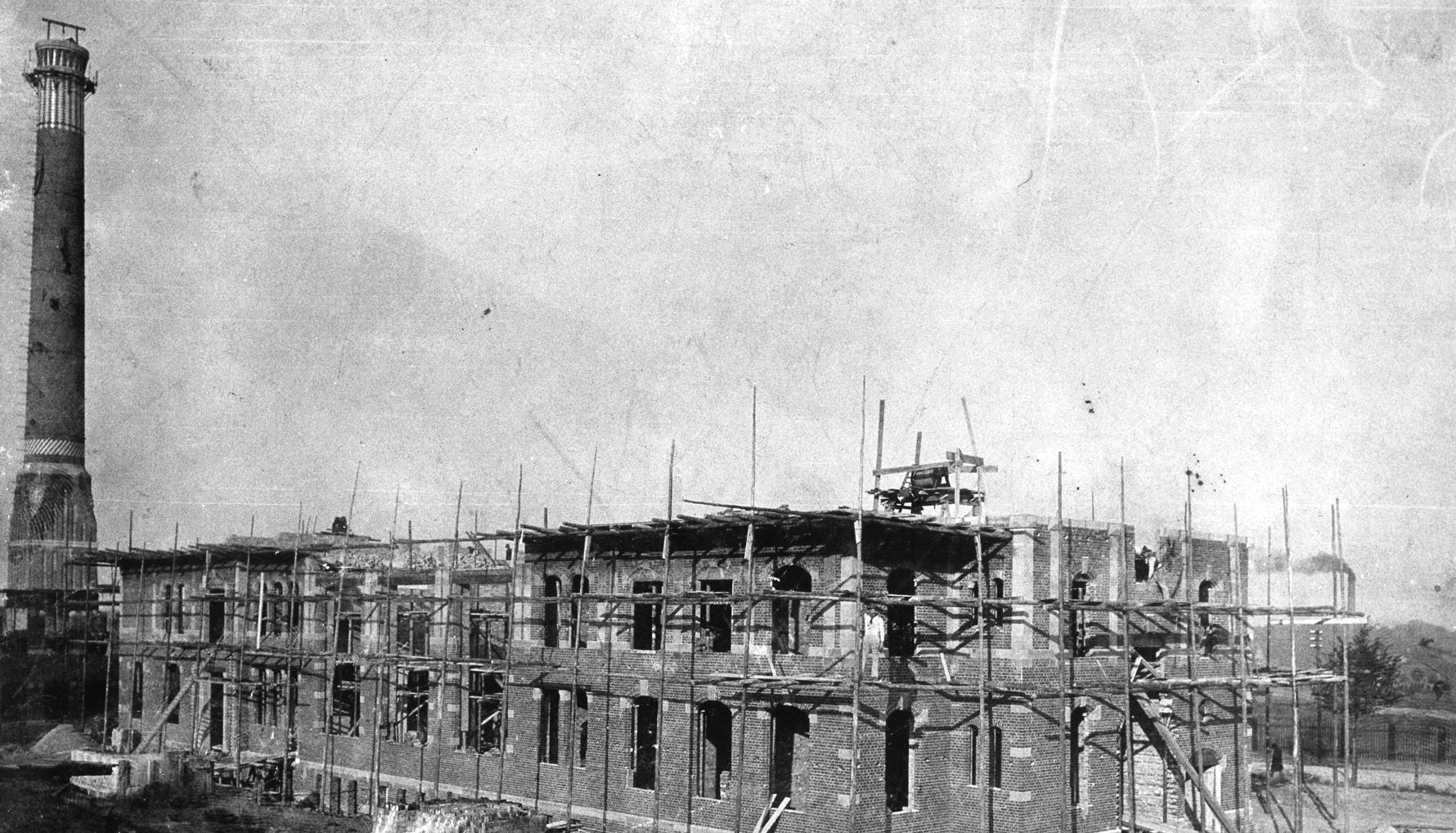
Das Krankenhaus im Bau, um 1904

Das Krankenhaus wurde von den Architekten Heino Schmieden und Julius Boethke im Stil der Neorenaissance geplant und zunächst im Zeitraum 1901–1904 erbaut.
Konzeptioniert wurde das Krankenhaus in einer Pavillonbauweise. Um eine grüne Mittelachse wurden acht Pavillons mit Sälen für Patienten gruppiert, denen sich ein Bade- und Operationshaus sowie der repräsentative Verwaltungstrakt am Spandauer Damm anschloss.
Während der Bauphase mietete die Stadt aufgrund Platzmangels übergangsweise geeignete Räumlichkeiten zur Krankenbehandlung und Unterbringung an. Bis zur endgültigen Eröffnung der Neubauten gingen bereits fertige Nutzgebäude in Betrieb, so u. a. das im Jahr 1897 fertiggestellte Operationshaus. Zugleich stellte die Stadt stetig weitere Fachärzte und Pflegepersonal ein.  1902 wurde der Rohbau fertiggestellt, sodass im Folgenden mit dem Innenausbau begonnen wurde.

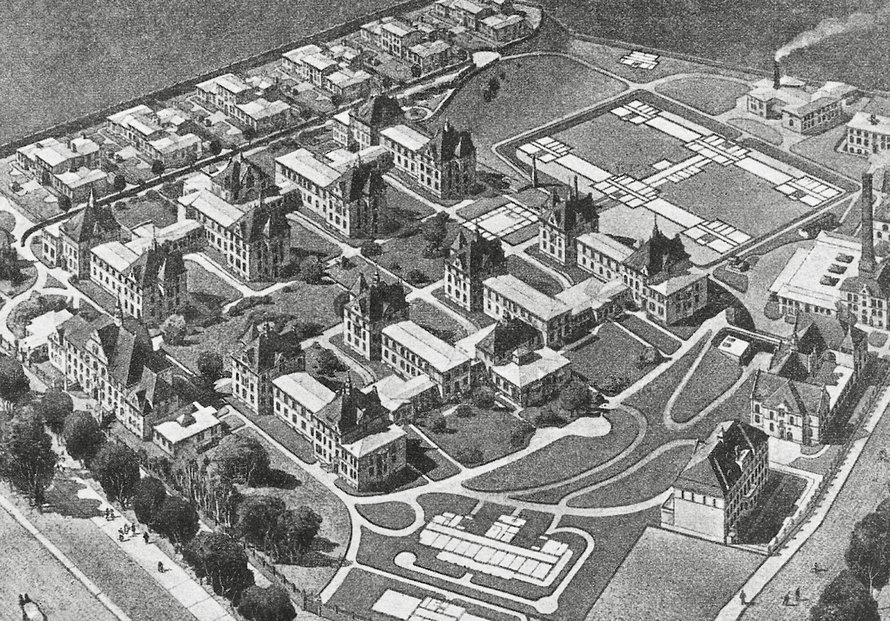
Perspektivisches Schaubild, 1904

Am 20. Juni 1904 wurde das Krankenhaus feierlich eröffnet und am 13. Juli 1904 in Betrieb genommen. Die Baukosten beliefen sich auf über 6 Millionen Mark (kaufkraftbereinigt in heutiger Währung: rund 48,6 Millionen Euro). Ausgestattet war es mit über 590 Krankenhausbetten, die sich aber nach kurzer Zeit als nicht mehr ausreichend erwiesen. So wurden ab Sommer 1905 weitere Gebäude, von den gleichen Architekten geplant, hinzugefügt: ein Chirurgischer Frauenpavillon für 60 Patientinnen, in dem eine Röntgenstation eingerichtet wurde. Ein bereits fertiges Gebäude erhielt einen Anbau als Schwesternwohnhaus mit Speisesaal, Aufenthaltsraum und Lesezimmer. 1906 wurden in der zweiten Bauphase noch ein Pavillon für Kranke erster und zweiter Klasse, ein Mediko-mechanisches Institut und eine Krankenhauskapelle errichtet. Am Ende der Bauarbeiten soll(te) die Einrichtung 1000 Krankenhausbetten zur Belegung bereithalten.
Der Baukomplex erhielt die Bezeichnung Städtisches Krankenhaus Westend. In den Jahren 1912 bis 1916 erweiterten die Architekten Heinrich Seeling, Georg Winkler und Richard Ermisch den Komplex noch einmal. Im Jahr 1913 legte Erwin Barth einen Krankenhausgarten an. Während des Ersten Weltkriegs diente das Krankenhaus als Militärlazarett. Im Jahr 1930 erhielt die Einrichtung ein separates Röntgenhaus.

### Zeit des Nationalsozialismus
Nach der „Machtergreifung“ im Rahmen des Judenboykotts forderte der Direktor Friedrich Umber (1871–1946) am 1. April 1933 alle jüdischen Ärzte versammelt zum Verlassen des Krankenhauses auf. Der Internist Albrecht Tietze (1901–1968) erklärte sich im Folgenden mit ihnen solidarisch, indem er mit seinen jüdischen Kollegen das Krankenhaus verließ. Er wurde daraufhin entlassen.
Im Rahmen des Gesetzes zur Wiederherstellung des Berufsbeamtentums verlor das Krankenhaus einige bedeutende Ärzte, darunter den Oberarzt der Inneren Medizin, Maximilian Rosenberg (1887–1943).
Nachdem 1938 allen jüdischen Ärzten in Deutschland die Approbation entzogen worden war (Berufsverbot) verlor das Krankenhaus den HNO-Arzt Alfred Peyser.
Mit Beginn des Zweiten Weltkriegs im September 1939 wurde das Krankenhaus zum Reservelazarett 101 umfunktioniert. Die zivilen Patienten und einige Ärzte mussten darauf das Krankenhaus verlassen und wurden in Hilfskrankenhäuser ausgelagert. Das Lazarett bot mit 1000 Betten Platz für kriegsverletzte Soldaten, allerdings war es häufig mit bis zu 3000 Patienten ausgelastet, sodass zusätzliche Zelte errichtet wurden. Chefarzt des Lazaretts war der Pathologe Walter Koch, der nach Kriegsende auch Ärztlicher Direktor der dann wieder zivilen Klinik wurde. Aufgrund der alliierten Luftangriffe wurde ein Operationsbunker erbaut.
In den letzten Kriegsjahren entstanden an vielen Krankenhausgebäuden massive Dachschäden. In der Schlacht um Berlin zog sich die Kampflinie zeitweise direkt durch das Krankenhausareal. Im Endeffekt wurden hauptsächlich Nebengebäude, zwei Isolierpavillons, beschädigt, die Hauptgebäude blieben weitgehend intakt.
Das Reservelazarett 101 wurde im Zuge des Kriegsende im Mai 1945 aufgelöst.

### Nachkriegszeit
In der Nachkriegszeit, im Juni 1947, setzte die Alliierte Kommandantur die Oberin dieses Krankenhauses, Luise Klein, als Generaloberin für alle Berliner Krankenhäuser ein. Gleichzeitig wurde die Medizinische Fakultät der neugegründeten Freien Universität (FU) untergebracht. Zur Durchführung des Lehrbetriebs ließ die Charlottenburger Bezirksverwaltung 1954 einen Hörsaal in der Mittelachse der Parkaue erbauen. Zum Ersatz der stark beschädigten Isolierpavillons entstand eine moderne Isolierstation, Haus 14.
In den Jahren 1963 bis 1968 wurde die sogenannte Kopfklinik nach Entwürfen von Peter Poelzig und Josef Paul Kleihues erbaut. Das Hochhaus besteht aus zwei miteinander verbundenen Baukörpern, dem Bettenhaus (Hochhausriegel) und dem Behandlungs- und Operationstrakt. Er wurde 1971 eröffnet. 1977–1980 kam ein Verfügungsgebäude nach Plänen von Peter Poelzig und Cornelius Hertling hinzu. Die 1980er-Jahre-Erweiterung der Chirurgie wurde von dem Architekten Günter Saleh Dybe geplant.
Im selben Jahr, während der Teilung Berlins, betrieb die FU den Krankenhauskomplex am Spandauer Damm als Universitätsklinikum Charlottenburg. In den 1980er Jahren gab die FU dieses Gelände für das Rudolf-Virchow-Krankenhaus in Wedding auf.
Seit 1991 befindet sich das Klinikum unter der Trägerschaft der DRK-Schwesternschaft Berlin e. V., genauer das DRK-Krankenhaus Jungfernheide zog in das Krankenhaus Westend ein. Von 1996 bis 2001 wurde die Krankenhausanlage umfassend saniert, bis 1999 die Altbauten und bis 2001 die Neubauten. Die Restaurierung des denkmalgeschützten Pavillons oblag dem Architekten Udo Behr, für den Umbau des Hochhauses, der Kopfklinik, war das Büro Peter Pawlik verantwortlich. Im Zuge dessen zog auch die Kinderklinik des Rittberg-Krankenhauses und die Frauenklinik aus der Pulsstraße in das Krankenhaus Westend. Seit 1995 stehen die alten Backstein-Gebäude sowie die Gartenanlage unter Denkmalschutz.

## Gedenken
Im Rahmen eines Historischen Weg entstanden seit 2004 Informationstafeln auf dem Krankenhausareal, die die Geschichte des Krankenhauses darstellen.
Am 20. Mai 2006 enthüllte die Charlottenburger Verwaltung am Gebäude des Pathologischen Instituts eine Gedenktafel für Gottfried Benn. Er war 1912–1913 Arzt am Pathologischen Institut des damaligen Krankenhauses Westend. Die Gedenktafel wurde im Rahmen eines Symposiums zum 120. Geburtstag und 50. Todestag von Gottfried Benn öffentlich eingeweiht und trägt folgende Inschrift:

„Der Dichter Gottfried Benn (1886–1956) arbeitete in den Jahren 1912/13 als Arzt am Pathologischen Institut des Krankenhauses Westend. Seine frühen Dichtungen sind geprägt von seinen Eindrücken als Pathologe.“

## Leistungen

### Medizinische Fachgebiete (Auswahl)
Die Klinik hat 15 Fachabteilungen und 12 Spezialzentren:
- Zentrale Notaufnahme
- Anästhesie, Schmerztherapie, Intensiv- und Notfallmedizin
- Geburtshilfe und Gynäkologie
- Allgemein-, Viszeral- und minimalinvasive Chirurgie
- Orthopädie und Unfallchirurgie
  - EPZmax Zentrum für Endoprothetik
- Augenheilkunde
- Innere Medizin
  - Gastroenterologie
  - Geriatrie
  - Kardiologie
- Institut für diagnostische und interventionelle Radiologie

Im März 2020 entstand aufgrund der COVID-19-Pandemie im Klinikbereich eine Anlaufstelle für SARS-CoV-2-Verdachtsfälle.

### Qualität der Leistungen
Seit 2002 wird die Qualität der Gesamtleistung der DRK Kliniken Berlin im Klinikverbund alle drei Jahre durch ein externes Unternehmen kontrolliert und zertifiziert. Seit 2015 erfolgt diese Prüfung nach den Kriterien von KTQ (Kooperation für Transparenz und Qualität im Gesundheitswesen) statt. Der Klinikverbund erhielt mehrfach dieses Gütesiegel.

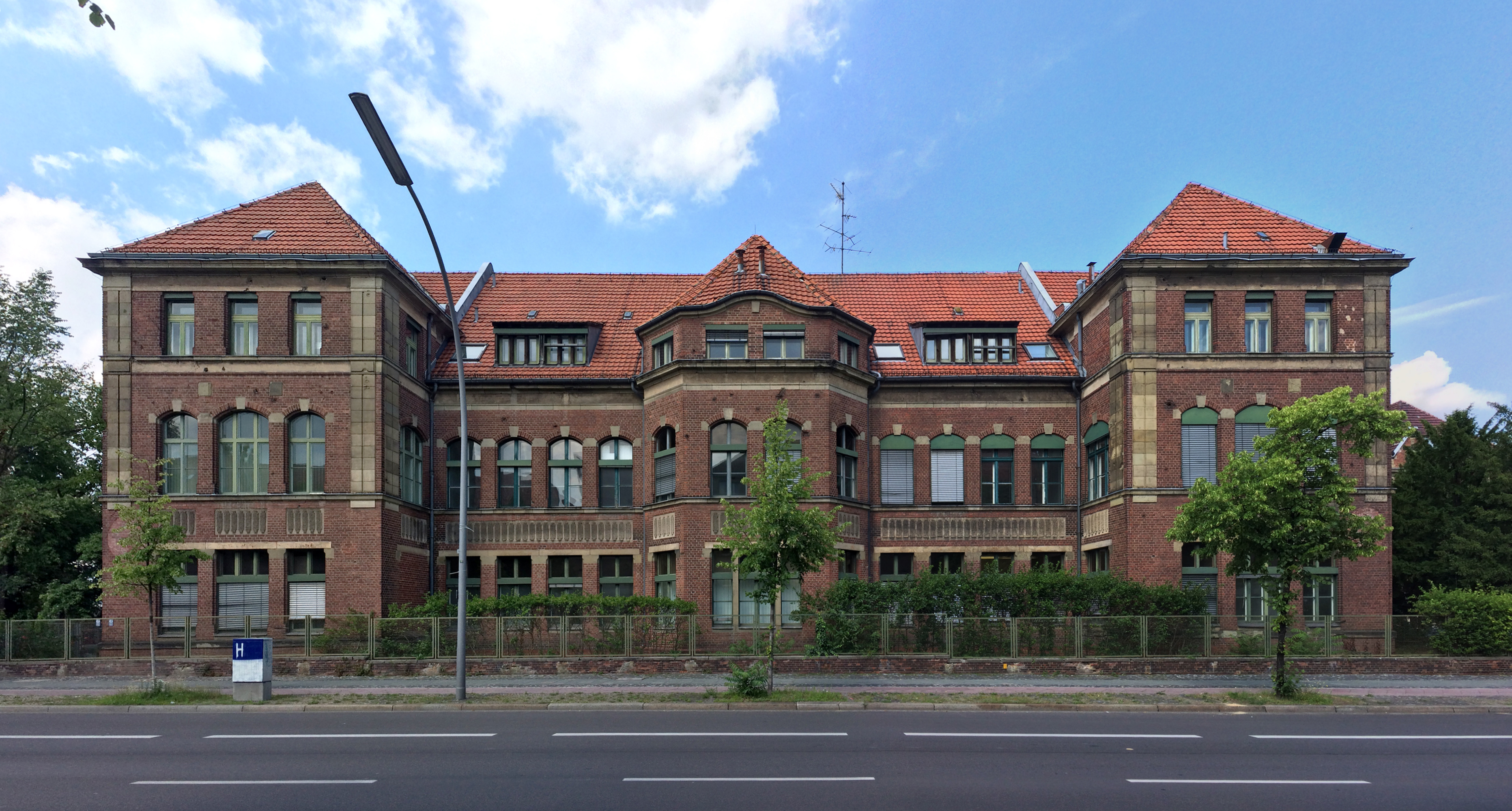
Haupthaus am Spandauer Damm
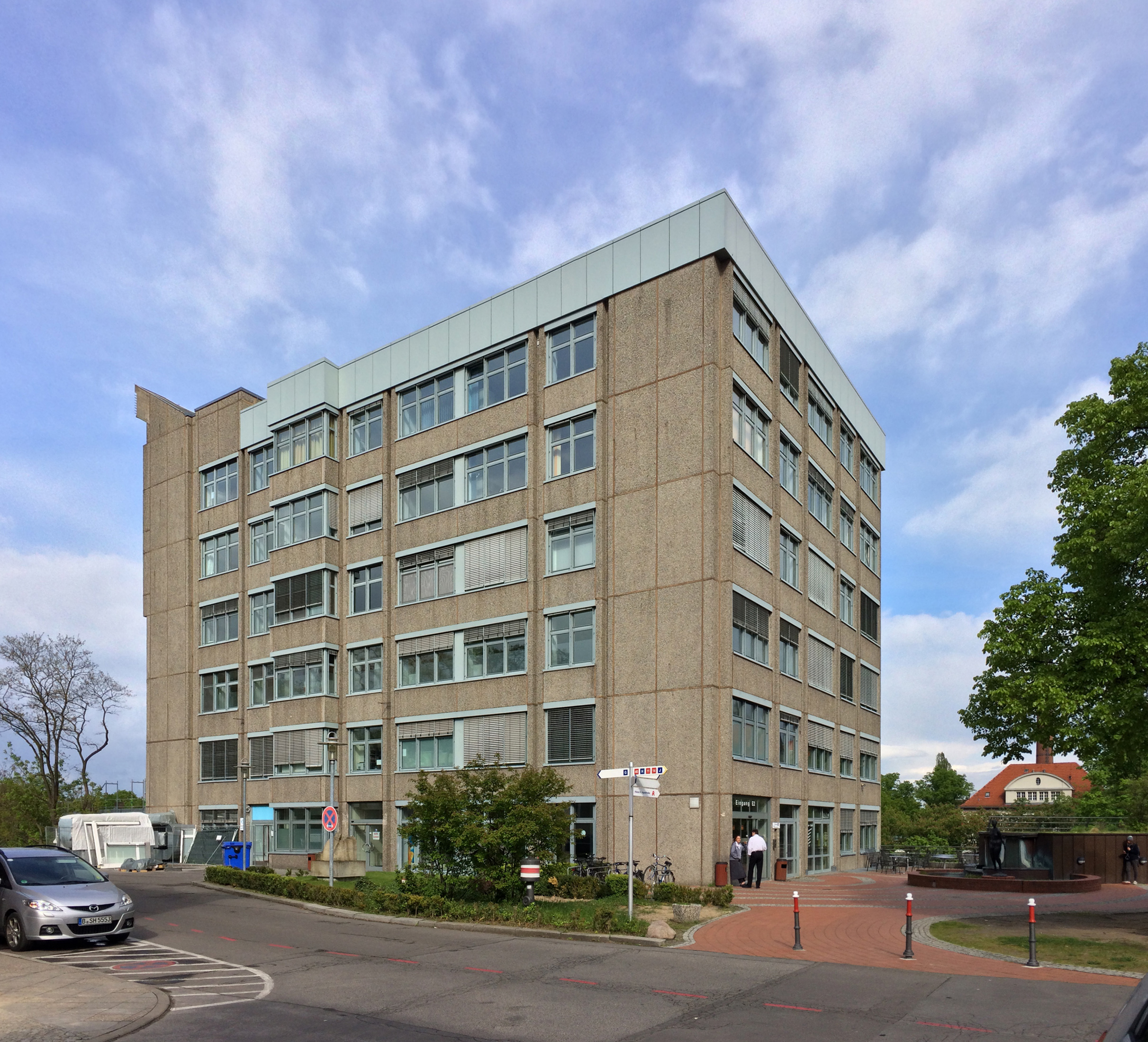
Kopfklinik
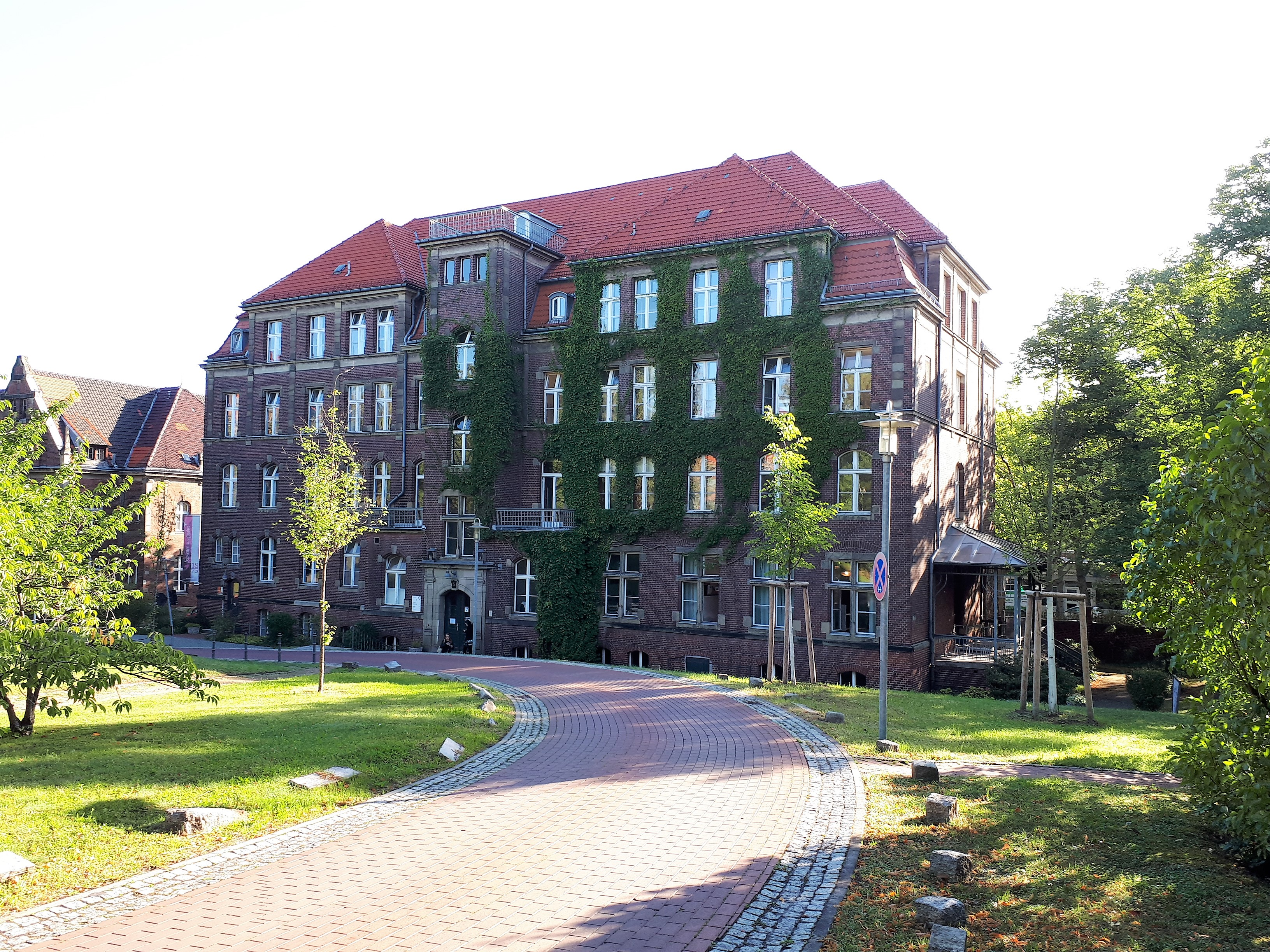
Bildungszentrum
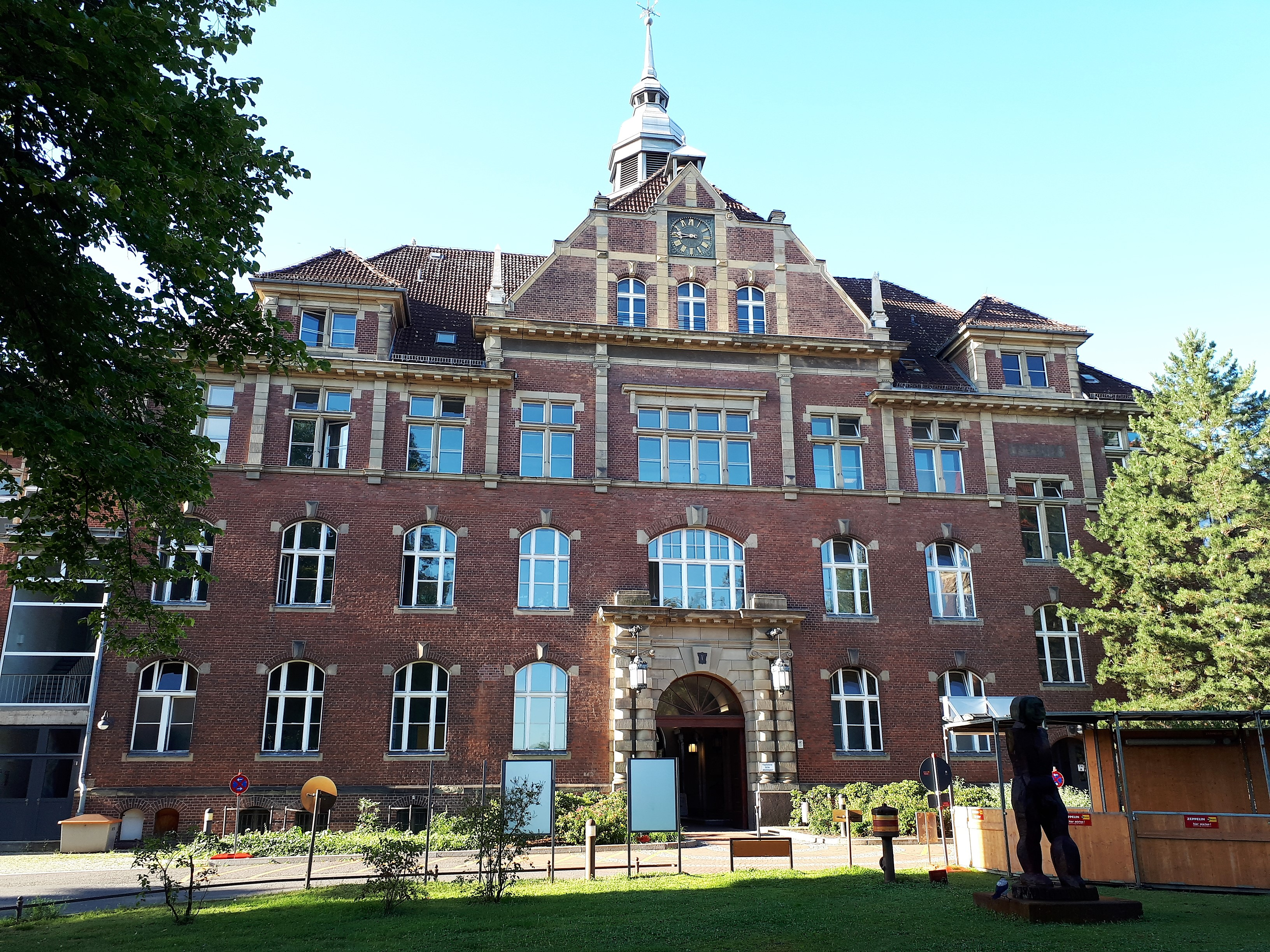
Zugang Mittelachse